# Tatsuro Okuda
Tatsuro Okuda (奥田 達朗 Okuda Tatsuro?), född 20 september 1988 i Nara prefektur, är en japansk fotbollsspelare.
Okuda började sin karriär 2011 i Sagan Tosu. Han spelade 9 ligamatcher för klubben. Efter Sagan Tosu spelade han för Júbilo Iwata och V-Varen Nagasaki.